# Vorortbahn Arsenal–Klotzsche/Hellerau
| Haltestelle Hellerau am Moritzburg-Pillnitzer Weg (1911) | |                                                               |                                                               |
| Streckenlänge: | Arsenal–Klotzsche (1911): 3,675 km Abzweig nach Hellerau–Hellerau (1913): 1,645 km Stauffenbergallee–Weixdorf (2025): 8,60 km Stauffenbergallee–Hellerau (2025): 6,23 km |                                                               |                                                               |
| Spurweite: | 1450 mm |                                                               |                                                               |
| Stromsystem: | 600 V = |                                                               |                                                               |
| Zweigleisigkeit: | Stauffenbergallee–Karl-Marx-Straße (Klotzsche) Käthe-Kollwitz-Platz–Arkonastraße (Klotzsche) Am Hellerrand–Moritzburger Weg/ Karl-Liebknecht-Str. (Hellerau)             |                                                               |                                                               |
| | |                                                               |                                                               |
| \| \| \| Linie 7 von Pennrich und Linie 8 von Südvorstadt (Stand 2025) \| \| \| \| \| Infrastrukturgrenze (bis ?) \| \| \| \| \| Arsenal \| \| \| \| \| Heeresbäckerei \| \| \| \| \| S-Bf. Industriegelände \| \| \| \| \| Industriebahn Albertstadt \| \| \| \| \| Bahnstrecke Dresden–Görlitz \| \| \| \| \| Hellersiedlung \| \| \| \| \| \| \| \| \| \| Gleisschleife Diebsteig (bis 2018) \| \| \| \| \| Moritzburger Weg \| \| \| \| \| Infineon Süd \| \| \| \| \| (Gleisschleife seit 2017; Ersatz für Gleisschleife Diebsteig) \| \| \| \| \| Am Hellerrand (stadtauswärts) \| \| \| \| \| Am Hellerrand (stadteinwärts) \| \| \| \| \| Heinrich-Tessenow-Weg \| \| \| \| \| Festspielhaus Hellerau \| \| \| \| \| Brunnenweg \| \| \| \| \| Hellerau, Kiefernweg (Gleisschleife seit 1968) \| \| \| \| \| Straßenbahnhof Klotzsche \| \| \| \| \| Infineon Nord \| \| \| \| \| Karl-Marx-Straße \| \| \| \| \| Zur Neuen Brücke \| \| \| \| \| Käthe-Kollwitz-Platz \| \| \| \| \| Wendestelle Käthe-Kollwitz-Platz (bis 2018) \| \| \| \| \| Arkonastraße \| \| \| \| \| Bahnstrecke Dresden-Klotzsche–Dresden Flughafen \| \| \| \| \| Industriepark Klotzsche \| \| \| \| \| Fuchsberg \| \| \| \| \| Hp. Weixdorf Bad \| \| \| \| \| Weixdorf (Gleisschleife seit 1959) \| \| | |                                                               |                                                               |
| U-Bahn-Strecke | | Linie 7 von Pennrich und Linie 8 von Südvorstadt (Stand 2025) | Linie 7 von Pennrich und Linie 8 von Südvorstadt (Stand 2025) |
| ehemaliger U-Bahn-Wechsel des Eisenbahninfrastrukturunternehmens | | Infrastrukturgrenze (bis ?)                                   | Infrastrukturgrenze (bis ?)                                   |
| ehemaliger U-Bahn-Bahnhof | | Arsenal                                                       | Arsenal                                                       |
| U-Bahn-Haltepunkt / Haltestelle | | Heeresbäckerei                                                | Heeresbäckerei                                                |
| U-Bahn-Haltepunkt / Haltestelle | | S-Bf. Industriegelände                                        | S-Bf. Industriegelände                                        |
| U-Bahn-Kreuzung mit Eisenbahn geradeaus oben (Querstrecke außer Betrieb) | | Industriebahn Albertstadt                                     | Industriebahn Albertstadt                                     |
| U-Bahn-Kreuzung mit Eisenbahn geradeaus oben | | Bahnstrecke Dresden–Görlitz                                   | Bahnstrecke Dresden–Görlitz                                   |
| U-Bahn-Haltepunkt / Haltestelle | | Hellersiedlung                                                | Hellersiedlung                                                |
| U-Bahn-Abzweig geradeaus, ehemals nach links und ehemals von links · U-Bahn-Strecke von rechts (außer Betrieb) | |                                                               |                                                               |
| U-Bahn-Abzweig geradeaus, ehemals nach links und ehemals von links · U-Bahn-Strecke nach rechts (außer Betrieb) | | Gleisschleife Diebsteig (bis 2018)                            | Gleisschleife Diebsteig (bis 2018)                            |
| U-Bahn-Haltepunkt / Haltestelle | | Moritzburger Weg                                              | Moritzburger Weg                                              |
| U-Bahn-Abzweig geradeaus, nach links und von links · U-Bahn-Strecke von rechts | | Infineon Süd                                                  | Infineon Süd                                                  |
| U-Bahn-Abzweig geradeaus und nach links · U-Bahn-Abzweig geradeaus und nach rechts | | (Gleisschleife seit 2017; Ersatz für Gleisschleife Diebsteig) | (Gleisschleife seit 2017; Ersatz für Gleisschleife Diebsteig) |
| U-Bahn-Strecke · U-Bahn-Haltepunkt / Haltestelle | | Am Hellerrand (stadtauswärts)                                 | Am Hellerrand (stadtauswärts)                                 |
| U-Bahn-Strecke · U-Bahn-Haltepunkt / Haltestelle | | Am Hellerrand (stadteinwärts)                                 | Am Hellerrand (stadteinwärts)                                 |
| U-Bahn-Strecke · U-Bahn-Haltepunkt / Haltestelle | | Heinrich-Tessenow-Weg                                         | Heinrich-Tessenow-Weg                                         |
| U-Bahn-Strecke · U-Bahn-Haltepunkt / Haltestelle | | Festspielhaus Hellerau                                        | Festspielhaus Hellerau                                        |
| U-Bahn-Strecke · U-Bahn-Haltepunkt / Haltestelle | | Brunnenweg                                                    | Brunnenweg                                                    |
| U-Bahn-Strecke | | Hellerau, Kiefernweg (Gleisschleife seit 1968)                | Hellerau, Kiefernweg (Gleisschleife seit 1968)                |
| U-Bahn-Abzweig geradeaus, ehemals nach links und ehemals von links | | Straßenbahnhof Klotzsche                                      | Straßenbahnhof Klotzsche                                      |
| U-Bahn-Haltepunkt / Haltestelle | | Infineon Nord                                                 | Infineon Nord                                                 |
| U-Bahn-Haltepunkt / Haltestelle | | Karl-Marx-Straße                                              | Karl-Marx-Straße                                              |
| U-Bahn-Bahnhof | | Zur Neuen Brücke                                              | Zur Neuen Brücke                                              |
| U-Bahn-Haltepunkt / Haltestelle | | Käthe-Kollwitz-Platz                                          | Käthe-Kollwitz-Platz                                          |
| U-Bahn-Abzweig geradeaus, ehemals nach links und ehemals von links | | Wendestelle Käthe-Kollwitz-Platz (bis 2018)                   | Wendestelle Käthe-Kollwitz-Platz (bis 2018)                   |
| U-Bahn-Haltepunkt / Haltestelle | | Arkonastraße                                                  | Arkonastraße                                                  |
| U-Bahn-Kreuzung mit Eisenbahn geradeaus unten | | Bahnstrecke Dresden-Klotzsche–Dresden Flughafen               | Bahnstrecke Dresden-Klotzsche–Dresden Flughafen               |
| U-Bahn-Bahnhof | | Industriepark Klotzsche                                       | Industriepark Klotzsche                                       |
| U-Bahn-Bahnhof | | Fuchsberg                                                     | Fuchsberg                                                     |
| U-Bahn-Bahnhof | | Hp. Weixdorf Bad                                              | Hp. Weixdorf Bad                                              |
| | | Weixdorf (Gleisschleife seit 1959)                            |                                                               |

Die Vorortbahn Arsenal–Klotzsche/Hellerau war eine in der Dresdner Spurweite („Stadtspur“) von 1450 Millimetern vom sächsischen Staat ab 1910 gebaute und in der Folge mehrfach erweiterte Überlandstraßenbahn. Sie hatte ihren Ausgangspunkt am Arsenal (eine damalige umgangssprachliche Bezeichnung für den ausgedehnten Standort der Sächsischen Armee im damaligen selbständigen Gutsbezirk Albertstadt) und führte in die damals selbständigen Gemeinden Hellerau und Klotzsche. Die Vorortbahn Arsenal–Klotzsche/Hellerau war dabei Nachfolger der Dresdner Haide-Bahn, einem nur kurzzeitig existierenden frühen Oberleitungsbusbetrieb.
Die frühere Vorortbahn Arsenal–Klotzsche/Hellerau ist heute integrativer Bestandteil des Netzes der Straßenbahn Dresden. Sie wird seit Jahrzehnten von den Linien 7 und 8 der Dresdner Verkehrsbetriebe bedient.

## Von Vorgeschichte bis Zukunftsplanungen: Geschichtlicher Abriss
Nach der 1904 aus wirtschaftlichen, aber auch technischen Gründen erfolgten Stilllegung der durch Carl Stoll erbauten Haide-Bahn, einem der ersten Oberleitungsbus-Anlagen in Deutschland, forderten die Bürger von Klotzsche nunmehr vom sächsischen Staat, dass dieser als verkehrliche Nachfolge des untergegangenen privaten Stollschen Unternehmens, eine Straßenbahn nach Klotzsche bauen solle.
Am 13. Juni 1907 wandte sich jedoch der Unternehmer Karl Schmidt im Zusammenhang mit der Vereinigung seiner verschiedenen Unternehmenszweige ebenso initiativ, wie ultimativ bezüglich des Baus eines innovativen Möbelunternehmens im Zusammenhang mit einem neuartig-ganzheitlichen Städtebaukonzeptes an die sächsische Staatsregierung: Er hatte sich von dem um den Politiker Friedrich Naumann und den Architekten Richard Riemerschmid entwickelten Gartenstadt-Konzept überzeugt und war bereit, dies zusammen mit seinen Unternehmensneubauten vor den Toren Dresdens umzusetzen. Jedoch nicht ohne eine Verkehrsanbindung, die, nach damaliger Sicht, eine Straßenbahn sein musste. Die Debatten um die Verlängerung der bereits seit den 1880er Jahren bis zum Arsenal führenden Straßenbahnstrecke, die seit 1906 von der Städtische Straßenbahn zu Dresden betrieben wurde, waren damals öffentlich ausreichend bekannt: Schmidt verband seine Ansiedlungsabsicht auf dem nördlichen Heller mit der ernstzunehmenden Drohung, anderenfalls nach Berlin auszuweichen.
Dieses Ansinnen führte wiederum dazu, dass der sächsische Staat nunmehr, entsprechend den Forderungen von Karl Schmidt, Projekte anfertigen ließ, die eine Straßenbahn zwischen dem Arsenal und Klotzsche vorsahen. Eine direkte Führung nach bzw. Einbindung von Hellerau, also den Planungen von Karl Schmidt, lehnte der sächsische Staat allerdings mit der Begründung ab, dass bislang lediglich Planungen existieren würden und ein konkretes Verkehrsbedürfnis dort nicht vorhanden sei.
1910 begannen die Bauvorbereitungen für die Vorortbahn, und zwar von der noch heute im Straßenplanum erkennbaren Endstelle Arsenal bis zum südlichen Ortseingang von Klotzsche am Schänkhübel, einer dortigen Gaststätte. 1911 wurde diese eröffnet. Dass deren vorerst reichlich drei Kilometer lange Strecke von 1910/1911 über einhundert Jahre später nicht nur als eine Strecke des Netzes der Straßenbahn Dresden existiert, sondern über Erweiterungen und Verlängerungen heute ca. 11,9 km Strecke umfasst, ist eine Besonderheit dieser Strecken-Geschichte.
Von den Zerstörungen Dresdens während der Luftangriffe auf Dresden im Zweiten Weltkrieg war die Strecke nicht betroffen. Es gab zwar danach erhebliche Linienänderungen in der Stadt, aber die Stromversorgung für die Strecke war relativ sicher und insbesondere der Straßenbahnhof in Klotzsche nicht betroffen, der auch einen reinen Inselbetrieb abwickeln konnte.
In den späten 1950er und 1960er Jahren weitete sich das Industriegelände zum weitaus größten Industriestandort in Dresden aus, dessen Arbeitskräftebedarf täglich 10.000 und mehr Menschen bedurfte, die bis 1970, dem Jahr der Etablierung eines Eisenbahn-Vorortverkehrs, fast ausschließlich mit Straßenbahnzügen über diese Strecke früh heran- und am Nachmittag wieder zurückgefahren werden mussten. Vor allem in den späten 1950er und frühen 1960er Jahren war die Strecke von den Fahrgästen her die mit Abstand aufkommensstärkste der Dresdner Straßenbahn, die Haltestelle Industriegelände mit tausenden Fahrgästen täglich die frequentierteste Station des Netzes.
Der Niedergang nach 1990 war nur vorübergehend und alle Abschnitte der früheren Vorortbahn sind ununterbrochen im täglichen Betrieb. Über die seit 1994 jeweils im 10-Minuten-Takt befahrenen zwei Äste wird auf der knapp drei Kilometer langen ursprünglichen Vorortbahn-Strecke von 1913 (bis zur heutigen Haltestelle Infineon Süd) ein täglicher Fünf-Minuten-Takt angeboten, der häufig als nicht ausreichend erachtet wird.
Den durch den sächsischen Staat seinerzeit, bis 1910, skeptisch betrachteten Entwicklungspotentialen nördlich des Arsenals bzw. der heutigen Stauffenbergallee steht inzwischen ein großes wirtschaftliches Potential gegenüber: Rund um die Strecken der Vorortbahn Arsenal–Klotzsche/Hellerau befindet sich inzwischen der größte Mikroelektronik-Cluster in der Europäischen Union, der auch künftig weiter ausgebaut werden soll.

## Streckenbeschreibung

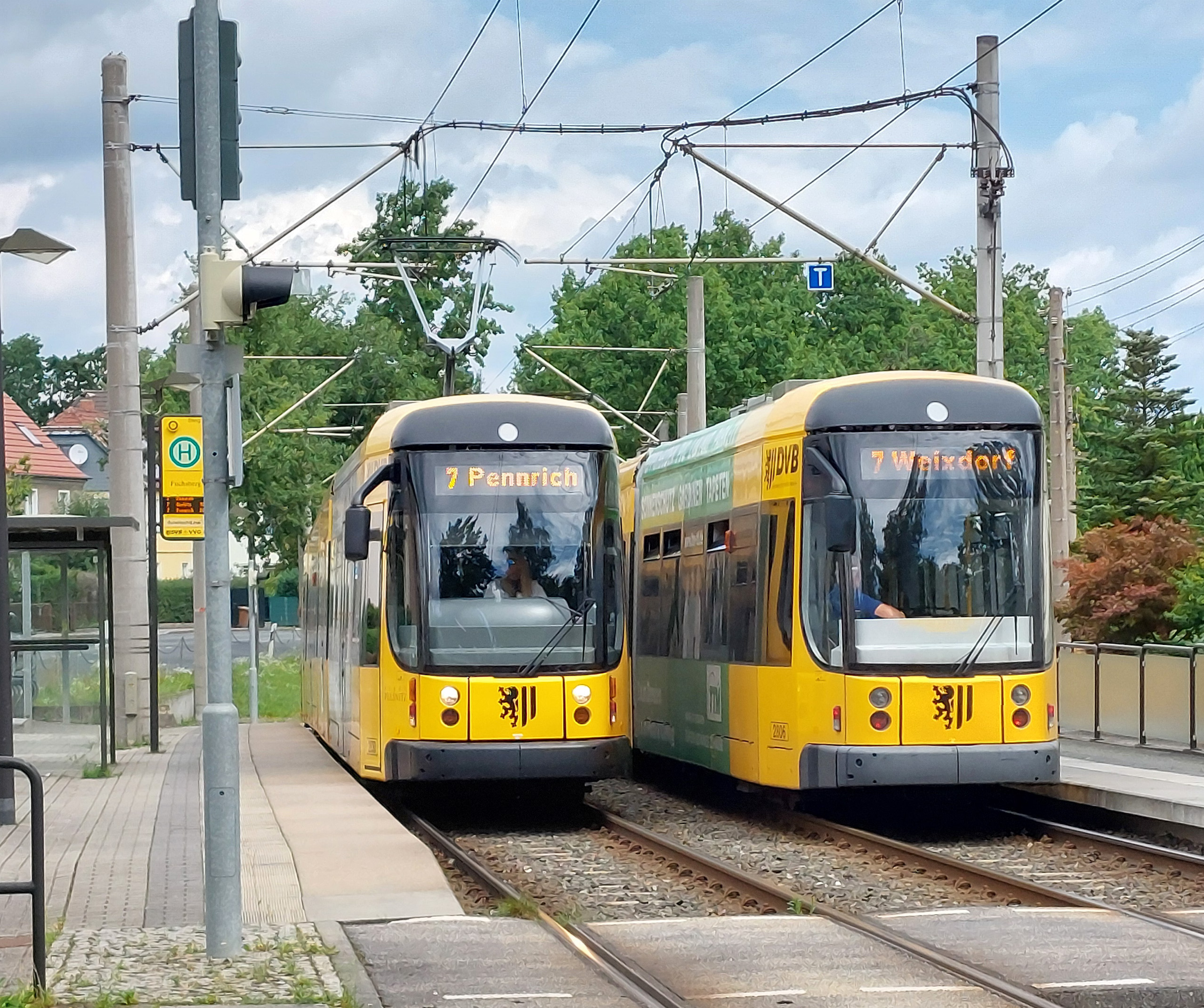
Begegnung zweier Züge der Linie 7 an der Haltestelle „Fuchsberg“ in Weixdorf (2025)

Die heutige, im Wesentlichen zweigleisige Strecke der Vorortbahn begann bzw. beginnt wenige Meter nördlich der Haltestelle „Stauffenbergallee“, die kurz darauf mit einem Schwenk in die westliche Seitenlage als straßenbegleitender Bahnkörper der Königsbrücker Straße gen Norden führt. Kurz nach der Haltestelle „Industriegelände“ wird mit einem Nordwest-Nord-Schwenk sowohl die ehemalige Industriebahn der Albertstadt bzw. des Industriegeländes wie auch die Hauptstrecke Dresden–Görlitz der Deutschen Bahn überquert. Weiter nördlich führend berührt die Strecke stadtauswärts links die Hellersiedlung, die größte Kleingartenkolonie Ostdeutschlands. Weiter nördlich werden die Ausläufer der Dresdner Heide erreicht, während gleichzeitig linker Hand der ausgedehnte Industriekomplex des Chip-Herstellers Infineon, einer der größten privaten Arbeitgeber der Stadt, beginnt. An der heutigen Haltestelle „Infineon Süd“ verzweigt sich die Strecke Richtung Norden und Nordwesten.
Der Streckenteil nach Nordwesten in Richtung Hellerau erreicht mitten durch die Heide führend nach etwa 800 Metern das Gebiet der Gartenstadt Hellerau, das im Wesentlichen in Straßenseitenlage auf besonderem Bahnkörper durchquert wird, um nach einer eingleisigen Brücke über die Bundesautobahn 4 den Siedlungsteil von Rähnitz zu erreichen und dort in einer Gleisschleife zu enden.
Der nach Norden in Richtung Klotzsche und Weixdorf führende Ast schwenkt nach 500 Metern unmittelbar an der ehemaligen Stadtgrenze der bis 1950 selbstständigen Stadt Klotzsche in das Straßenplanum der Königsbrücker Landstraße und biegt mit dieser wenige Meter später Richtung Nordosten ab. Ab der Abzweigung der zum Flughafen Dresden führenden Karl-Marx-Straße verläuft die Strecke eingleisig mit einer Ausweiche an der Neuen Brücke in Straßenmittenlage durch Klotzsche bis zum Käthe-Kollwitz-Platz im nördlichem Villengebiet Klotzsche-Königswald. Ab dort wieder zweigleisig, wechselt die Strecke an der Haltestelle Arkonastraße auf eigenen Bahnkörper auf der Ostseite der Königsbrücker Landstraße, ein ehemaliger Bahnkörper der hier bis 1907 geführten früheren Schmalspurbahn von Klotzsche nach Königsbrück. Nördlich der Arkonastraße wird die Strecke wieder eingleisig mit Ausweichen an den Haltestellen Industriepark Klotzsche, Fuchsberg und Weixdorf Bad. In Weixdorf, seit 1. Januar 1999 zu Dresden gehörend, passiert die Strecke die Siedlung Fuchsberg, schwenkt nach rechts in die Brühler Straße, um schließlich nach weiteren 400 Metern eigenem Bahnkörpers die Gleisschleife von Weixdorf zu erreichen.

## Streckengeschichte

### Vorortbahn Arsenal–Klotzsche mit Abzweig nach Hellerau (1911–1927)

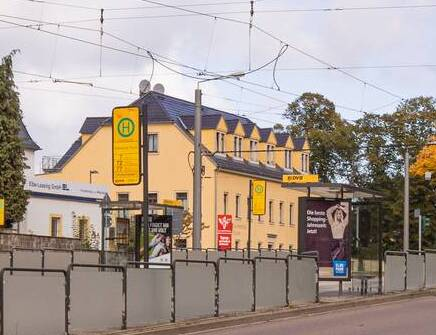
Ehem. Gasthaus Schänkhübel (Klotzsche, Klotzscher Hauptstraße, 2023)

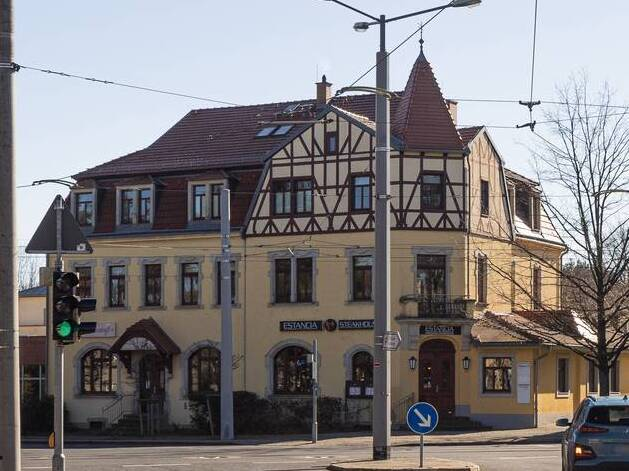
Ehem. Gasthaus Deutsche Eiche (Klotzsche, Käthe-Kollwitz-Platz, 2022)

Weil der vorhandene Bahnhof keine ausreichende Anbindung an die Landeshauptstadt gewährleiste und dessen Bedienung pro Tag nicht ausreiche: Der Mangel einer verlässlichen bzw. regelmäßigen Verkehrsanbindung behindere das aufstrebende Kurwesen in Klotzsche und sei nach der Stilllegung der „Haide-Bahn“, nur durch eine ausreichende und letztlich staatlich finanziert gebaute Straßenbahnanbindung zu beheben. So die Argumentation der Bewohner von Klotzsche nach 1904.
Der sächsische Staat reagierte auf diese Forderungen abwartend und/oder ablehnend. Sie müsste an das Arsenal, wo sich der nördliche Endpunkt einer Strecke der Dresdner Straßenbahn befand, anschließen. Die Strecke dieser Anschluss-Straßenbahn entlang der Königsbrücker Straße würde in Höhe des Restaurants Lindengarten beginnend den südlichen Endpunkt haben und von dort aus müsse eine Verlängerung erfolgen. Dort schlossen sich aber nordwärts immer weiter ausgebaute militärische Anlagen und überdies ein Truppenübungsplatz an. Mithin sei jede Durchquerung dieses Militärareals „für zivile Zwecke“ faktisch unmöglich, so die damalige Argumentation der staatlichen Behörden gegenüber den Antragstellern.
Am 13. Juni 1907 wandte sich allerdings der aufstrebende Unternehmer Karl Schmidt mit der Vereinigung seiner verschiedenen Unternehmenszweige ebenso initiativ, wie ultimativ an die sächsische Staatsregierung: Er hatte sich von dem um den Politiker Friedrich Naumann und den Architekten Richard Riemerschmid entwickelten Gartenstadt-Konzept überzeugt und war bereit, dies zusammen mit seinen Unternehmensneubauten vor den Toren Dresdens umzusetzen. Jedoch nicht ohne eine Verkehrsanbindung, die, nach damaliger Sicht, eine Straßenbahn sein musste. Die Debatten um die Verlängerung der Arsenal-Linie waren damals öffentlich ausreichend bekannt: Schmidt verband seine Ansiedlungsabsicht auf dem nördlichen Heller mit der ernstzunehmenden Drohung, anderenfalls nach Berlin auszuweichen. Dieses Ansinnen führte wiederum (und eher widerstrebend) dazu, dass der sächsische Staat nunmehr Projekte anfertigen ließ, die eine Straßenbahn zwischen Arsenal und Klotzsche vorsahen. Eine direkte Führung nach bzw. Einbindung von Karl Schmidts Gartenstadt Hellerau lehnte der sächsische Staat allerdings mit der Begründung ab, dass vor Ort, also in Hellerau, eben lediglich Planungen auf dem Papier existieren würden und ein konkretes Verkehrsbedürfnis nicht vorhanden sei.
Nach verschiedenen Diskussionen begann der Bau zwischen „Arsenal“ (der Begriff bezeichnete stadthistorisch damals das gesamte östlich anschließende Areal der Albertstadt, heute aber nur im Wesentlichen das Militärhistorische Museum der Bundeswehr) und „Klotzsche, Schänkhübel“ am 13. Juli 1910 und am 21. Dezember 1910 fand die behördliche Abnahmefahrt statt. Die Freigabe für den öffentlichen Betrieb – das Umformerwerk in Klotzsche war nicht rechtzeitig fertiggestellt worden – erfolgte am 21. Januar 1911.
Die 3,675 km lange eingleisige Strecke mit Ausweichen entsprach zunächst dem erwarteten Verkehrsbedürfnis zwischen Klotzsche und Dresden. Die Strecke verließ stadtauswärts unmittelbar hinter der im Straßenraum liegenden alten Kuppelendstelle am Arsenal die Straße nach stadtauswärts links (an gleicher Stelle wie heute) in ihre Streckenführung in Seitenlage, um kurz vor der Bebauung in Klotzsche (auch diese Stelle ist bis auf wenige Meter auch heute noch die gleiche) in das Straßenplanum zurückzuwechseln, wo dort, an der Einmündung der heutigen Klotzscher Hauptstraße in die Königsbrücker Landstraße die damalige Kuppelendstelle am Schänkhübel lag, benannt nach einer nicht mehr existierenden Gaststätte. Verzichtet wurde zunächst auf eine Anbindung von Hellerau, das sich zwar im Aufbau befand, jedoch ein konkretes Verkehrsbedürfnis noch nicht existierte. Für die neue Strecke wurde die Dresdner Straßenbahn mit der Betriebsführung beauftragt, die diese an die bestehende Linie 7 zum Arsenal (Arsenallinie) einband und fortan jeden zweiten Zug über das Arsenal hinaus nach Klotzsche verkehren ließ.
Dies änderte sich wenige Monate später: Am 15. April 1913 (nach anderen Quellen am 15. März 1913) wurde die Strecke von Abzweig Hellerau (bis dahin, heute „Infineon Süd“) – eigener Bahnkörper – Am Hellerrand – Breiter Weg (Karl-Liebknecht-Straße) – Hellerau, Post (Beim Gräbchen) – Breiter Weg/Am Pfarrlehn als 1,645 km lange zweigleisige Strecke eröffnet, der Abzweig nach Hellerau wurde als Gleisdreieck ausgebildet. Fortan fuhr der jeweils zweite Zug aus Dresden kommend abwechselnd nach Klotzsche bzw. nach Hellerau. Am Abzweig nach Hellerau wartete ein Pendeltriebwagen, der den jeweils anderen Streckenast bediente. Die Strecke nach Hellerau diente der Städtischen Straßenbahn gleichzeitig zum Test der Hochkettenfahrleitung.
1915 gab es erste Änderungen an der Strecke: Die Strecke von Dresden aus wurde auf Grund des seit dem Beginn des Ersten Weltkrieges stark gestiegenen Verkehrsaufkommens bis zur Haltestelle an den Artilleriewerkstätten (heute: Haltestelle Industriegelände) zweigleisig ausgebaut und dort eine Kuppelendstelle für weitere Linien bzw. Verstärkungszüge in Form eines Mittelgleises eingerichtet. Gleichzeitig begann man mit dem Bau eines Straßenbahnhofes in Klotzsche, der 1916 eingeweiht wurde und Zeit seines Bestehens der kleinste der Dresdner Straßenbahnhöfe war. Die Ausfahrt war weichenseitig stets bergwärts gestellt, um bei einem Abrollen eines Wagens aus dem Betriebshof Sicherheit zu bieten; beim stadtwärtigen Ausrücken wurde die Weiche durch eine Platte gestellt, die durch einen Bediensteten besetzt wurde (d. h. sie wurde durch Schwerkraft umgestellt) und die Weiche in dieser Fahrtrichtung festhielt. Nachdem der Bedienstete diese Plattform verließ, stellte sich die Weiche durch Federkraft wieder bergwärts: Obwohl rein theoretisch allein durch das Verlassen der Plattform sich die Weiche auch unter einem ausrückenden Zug umgestellt hätte, so funktionierte dieses System dennoch bis zu dessen Ersatz nach 1945 unfallfrei.
1918 wurde zum einen der Hellerauer Ast von der Straße „Am Pfarrlehn“ eingekürzt bis zur Haltestelle Post (heute: Am Hellerrand, allerdings ca. 150 Meter westlich der Haltestelle Post, die Gleise wurden zur Materialgewinnung später ausgebaut), zum anderen wurde die Hochkettenfahrleitung abgebaut.
1922 begann der zweigleisige Ausbau der Strecke von den (nunmehr ehemaligen) Artilleriewerkstätten bis zum Schänkhübel in Klotzsche, dieser sollte sich allerdings noch bis 1928 hinziehen. Am 13. Dezember 1925 wurde schließlich die eingleisige Verlängerung von Klotzsche, Schänkhübel auf der Königsbrücker Landstraße bis Klotzsche, Kurhaus (heute: Zur Neuen Brücke) in Betrieb genommen.
Noch vor der Aufnahme weiterer Gesellschafter und der Umbenennung der Straßenbahn Loschwitz – Pillnitz GmbH in Dresdner Überland-Verkehr (DRÜVEG) am 10. Dezember 1926 wurden die Klotzscher und die Hellerauer Strecke am 28. November 1926 verlängert, und zwar der Klotzscher Ast von Klotzsche, Kurhaus (der Endpunkt wurde zur Ausweiche) eingleisig über die Königsbrücker Landstraße bis Klotzsche, Deutsche Eiche (heute: Käthe-Kollwitz-Platz, dort Einbau eines Gleisdreiecks). Mit dieser Verlängerung wurde erst 22 Jahre nach deren Einstellung der frühere Endpunkt der Haide-Bahn erreicht. Der Hellerauer Ast wurde zweigleisig auf besonderem Bahnkörper von Hellerau, Post entlang des Breiten Weges bis Rähnitz-Hellerau, Moritzburger Weg, verlängert. Vor dessen Einmündung in den Breiten Weg befand sich die Kuppelendstelle.

### DRÜVEG (1927–1941)
Weixdorfer Streckenast

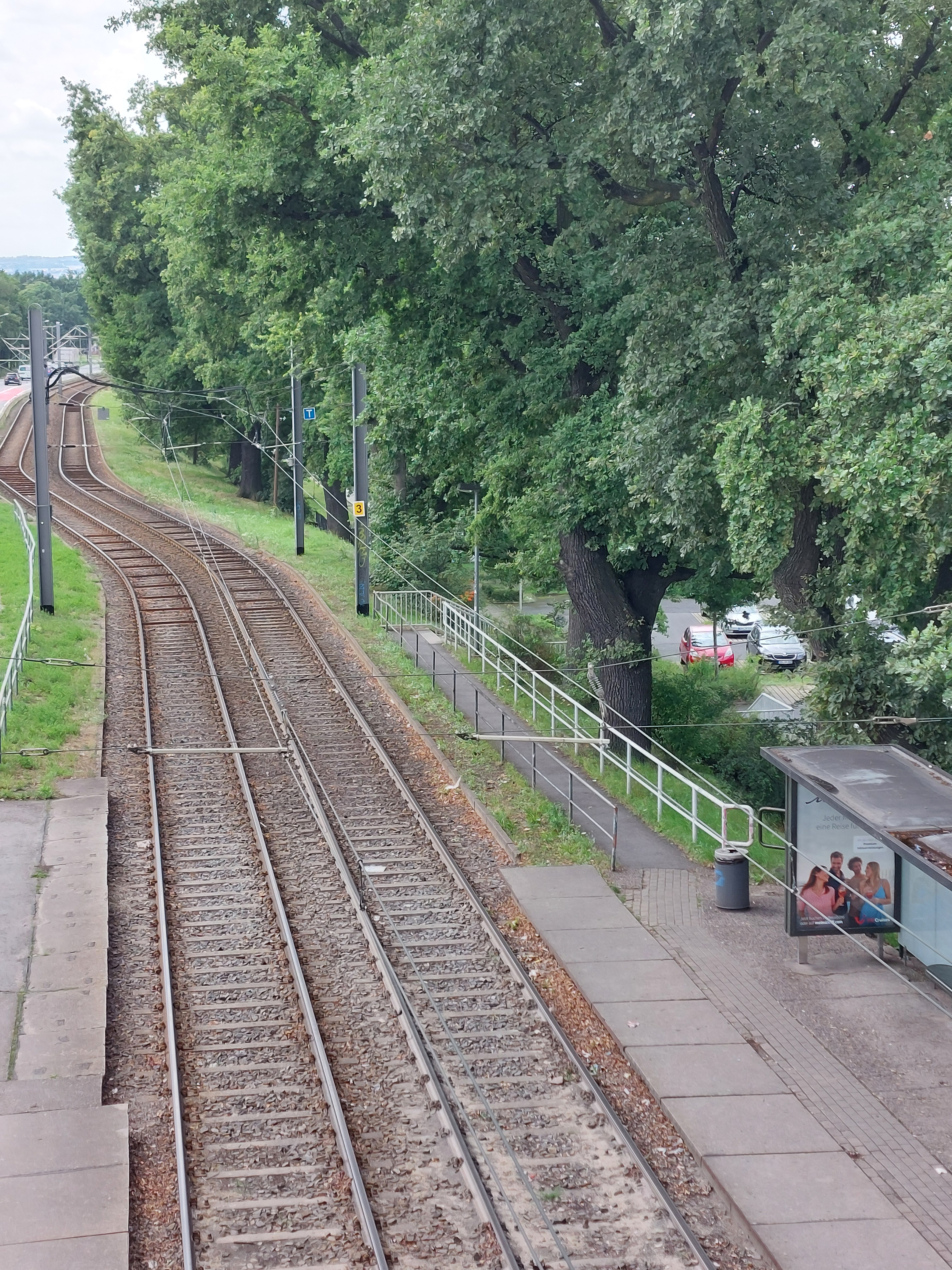
Haltestelle Industriegelände von der Fußgängerbrücke aus nach Süden gesehen (2025), Südteil der ehemaligen Kuppelendstelle Industriegelände: Das linke Gleis wurde für Bau von Fußgängerbrücke und Zugang zum SV-Verkehr sowie einen Treppenabgang 1970 auf das frühere Mittelgleis verschwenkt und das früher durchgehende linke Gleis aufgelassen und abgebaut.

Entsprechend der von ihr beantragten und vom sächsischen Staat auch bewilligten Konzession vom 19. September 1927 trieb die DRÜVEG auf Grund des § 12 des Konzessionsvertrages neben den Planungen zur Lößnitzbahn vor allem die Planungen Klotzsche – Lausa – Hermsdorf (§ 12 Nr. 3) und auch Hellerau/Rähnitz – Wilschdorf (§ 12 Nr. 4) voran.
In Erfüllung dieses Vertrages baute die DRÜVEG die erste Verlängerung: Am 28. November 1928 wurde die eingleisige Strecke von Klotzsche, Deutsche Eiche, bis Fuchsberg-Lausa (heute: Fuchsberg) eröffnet. Diese ursprüngliche Streckenführung folgte zunächst in Mittellage der Königsbrücker Landstraße. Bereits nach wenigen Dutzend Metern erfolgte eine Verschwenkung nach stadtauswärts rechts auf das Planum der ehemaligen Schmalspurbahn Klotzsche–Königsbrück, die 1897 auf Normalspur umgespurt wurde und in diesem Zusammenhang vom Bahnhof Klotzsche bis „Lausa Bad“ (heute: Weixdorf Bad) eine völlig neue Trassierung erhalten hatte. Am 15. Juni 1929 folgte die Eröffnung des Abschnitts Fuchsberg-Lausa – Königsbrücker Landstraße – Brühler Straße – Lausa-Weixdorf, Bahnhof Bad (heute: „Hp Weixdorf Bad“) und am 2. Juli 1929 die Eröffnung des Abschnitts Lausa-Weixdorf, Bahnhof Bad – eigener Bahnkörper – Weixdorf, Rathenaustraße. Die frühere Arsenal-Linie hatte damit in Richtung Klotzsche ihren nördlichen Endpunkt in Weixdorf erreicht.
Im Februar 1932 wurde die seit 1928 bestehende Zwischenlinie 107 vom Arsenal bis zur Kuppelendstelle Industriegelände verlängert, sie wurde 1940 wegen Personalmangel wieder eingestellt.
Hellerauer Streckenast
In den 1930er Jahren erfolgten zwei Verlängerungen des Hellerauer Astes: Am 22. August 1935 ging die Verlängerung Rähnitz-Hellerau, Moritzburger Weg – Moritzburger Weg – Ludwig-Kossuth-Straße – Rähnitz-Hellerau, Rathaus (heute: Brunnenweg) in Betrieb, am 1. Februar 1937 wurde der Hellerauer Ast aus der, bis dahin abwechselnd nach Hellerau und Weixdorf geführten, Linie 7 herausgelöst und erhielt die eigenständige Liniennummer 8. Historisch war die Liniennummer 8 mit der Linienreform von 1909 zwar zunächst einer Verstärkerlinie zugeordnet worden, die u. a. in der Südvorstadt auf der Bergstraße die damalige Linie 6 ergänzte, jedoch durch deren Einstellung 1932 obsolet war. Seitdem ist die Liniennummer „7“ mit Ausnahme einer kurzen Zeit zwischen Mai 1992 und Oktober 1995 immer mit dem nördlichen Endpunkt des Dresdner Streckennetzes Richtung Klotzsche und Weixdorf verknüpft.
Im Zusammenhang mit dem Bau der Reichsautobahn wurde am 4. Mai 1938 die eingleisige Verlängerung Rähnitz-Hellerau, Rathaus – Ludwig-Kossuth-Straße – Birkenweg – Rähnitz-Hellerau, Kiefernweg mit einer Brücke über die heutige Bundesautobahn 4 in Betrieb genommen. Damit hatte auch der Hellerauer Ast der ehemaligen Vorortbahn im Grundsatz seine heutige Ausdehnung erreicht. Befahren wurde diese Verlängerung allerdings nur mit einzeln fahrenden Triebwagen, der bzw. die Beiwagen blieben an der Haltestelle Rathaus zurück.

### Streckengeschichte 1941 bis 1990

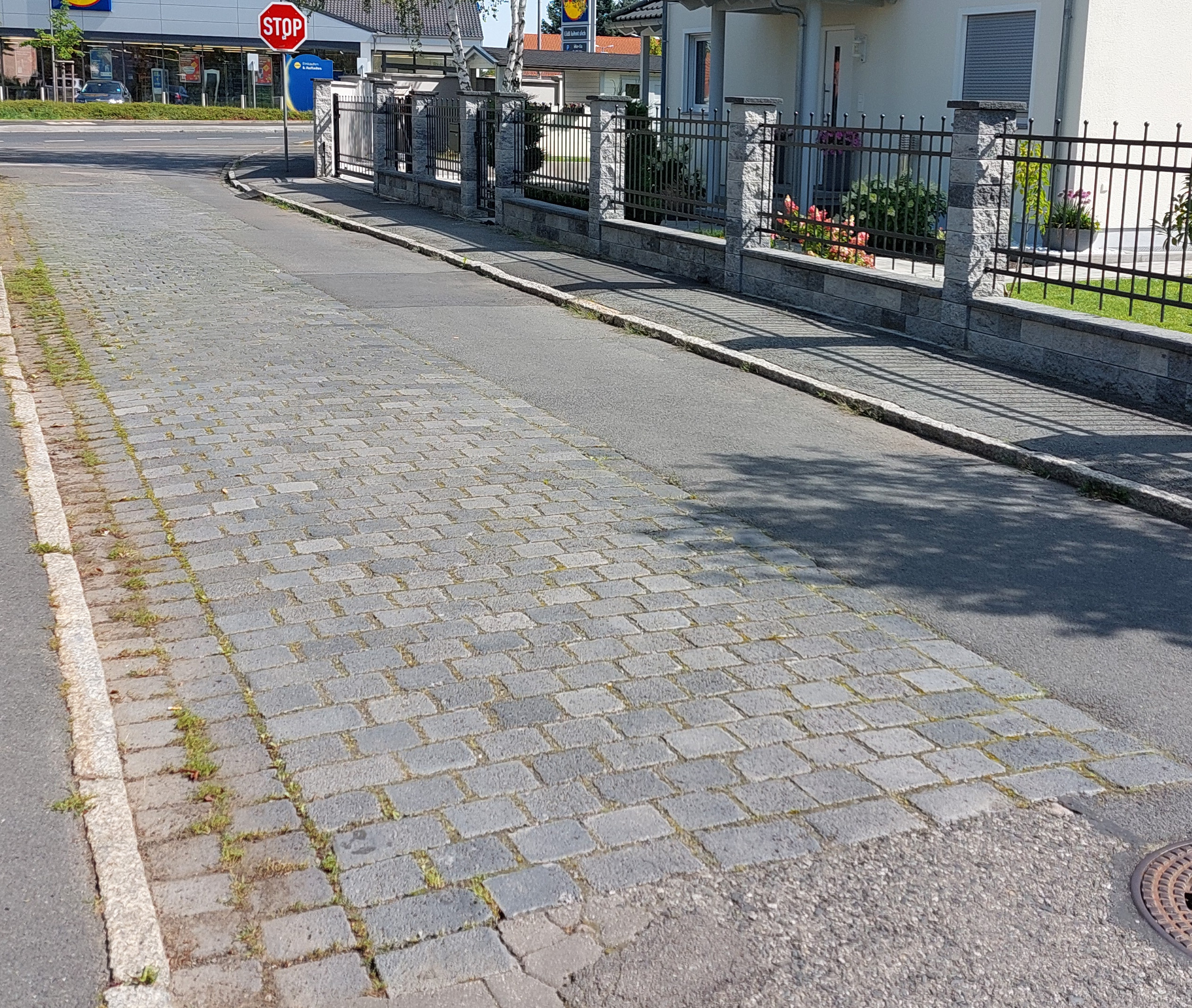
Im Kiefernweg vorhandene Reste des ehemaligen Triebwagen-Wendegleises Hellerau (1942–1968, Aufnahme 2025)

Im Jahr 1942 wurde die Haltestelle Alberthöhe, die sich mitten in der Dresdner Heide befand, außer Betrieb genommen. Der Endpunkt Hellerau wurde umgebaut. Durch eine Weiche und ein kurzes Stück Streckengleis, das in den Kiefernweg eingelegt wurde, wurde kurz vor der Weiche der Beiwagen abgekuppelt und der Triebwagen fuhr wenige Meter in den Kiefernweg hinein. Anschließend wurde nach Umlegen der Weiche der Beiwagen per Schwerkraft abgerollt und auf dem geraden Streckenstück angebremst abgestellt. An ihn wurde der Triebwagen nunmehr stadteinwärts, kommend aus dem Kiefernweg wieder angekoppelt. Dieses bei Straßenbahnen übliche Rangiermanöver fand in Dresden hier einmalig statt und wurde bis zum Bau der Gleisschleife, die am 26. April 1968 eröffnet wurde, beibehalten.
Von den Zerstörungen Dresdens im Zweiten Weltkrieg waren die Anlagen der Vorortbahn kaum betroffen. Nach dem schweren Luftangriff auf das Stadtzentrum vom 13. Februar 1945 kam es jedoch zu erheblichen Beeinträchtigungen der Betriebsabwicklung. Ab dem 14. Februar 1945 verkehrten die Linien auf Grund der Zerstörungen nur ab Industriegelände nach Weixdorf und Hellerau. Ab dem 20. Februar fuhren die Wagen ab Bischofsweg. Vom 23. bis zum 28. April 1945 ruhte der Betrieb aufgrund des Ausfalls elektrischer Energie. Ab 7. Mai 1945 marschierte die sowjetische Rote Armee in Dresden ein, was zur erneuten Betriebsunterbrechung führte.
Nach dem Ende des Zweiten Weltkrieges im Mai 1945 wurde der Betrieb rasch wieder aufgenommen. Am 4. Juli 1945 erreichten die Straßenbahnlinien wieder den Postplatz.
Im Jahr 1948 wurde wegen des damaligen Schienenmangels das zweite Gleis ab Moritzburger Weg bis Abzweig nach Hellerau abgebaut.
Durch Verlagerung der Verkehrsströme wurde die Anbindung der neuen Wohngebiete und der Industriezentren durch Berufsverkehrs- und Verstärkerlinien eingeführt. Darin war auch die Strecke Arsenal–Klotzsche/Hellerau einbezogen, befand sich insbesondere mit dem Industriegelände und auch den militärisch weiterhin genutzten Anlagen ein erhebliches Potential an Arbeitsplätzen an dieser Strecke. 1948 hatte sich die Fahrzeugsituation des nunmehrigen „KWU–Verkehrsbetriebe“ soweit stabilisiert, dass neue Linienverbindungen von den Außenbezirken zu den Arbeitsstätten, wie auch Verstärkungslinien für den Berufsverkehr etabliert werden konnten: Die Sonderlinie (wie diese Linien benannt wurden) S 7 gehörte 1948 zu den ersten Verbindungen, die im Laufweg der Linie 7 folgten und am Industriegelände bzw. in Klotzsche endeten. 1954 endete ihr Linieneinsatz.

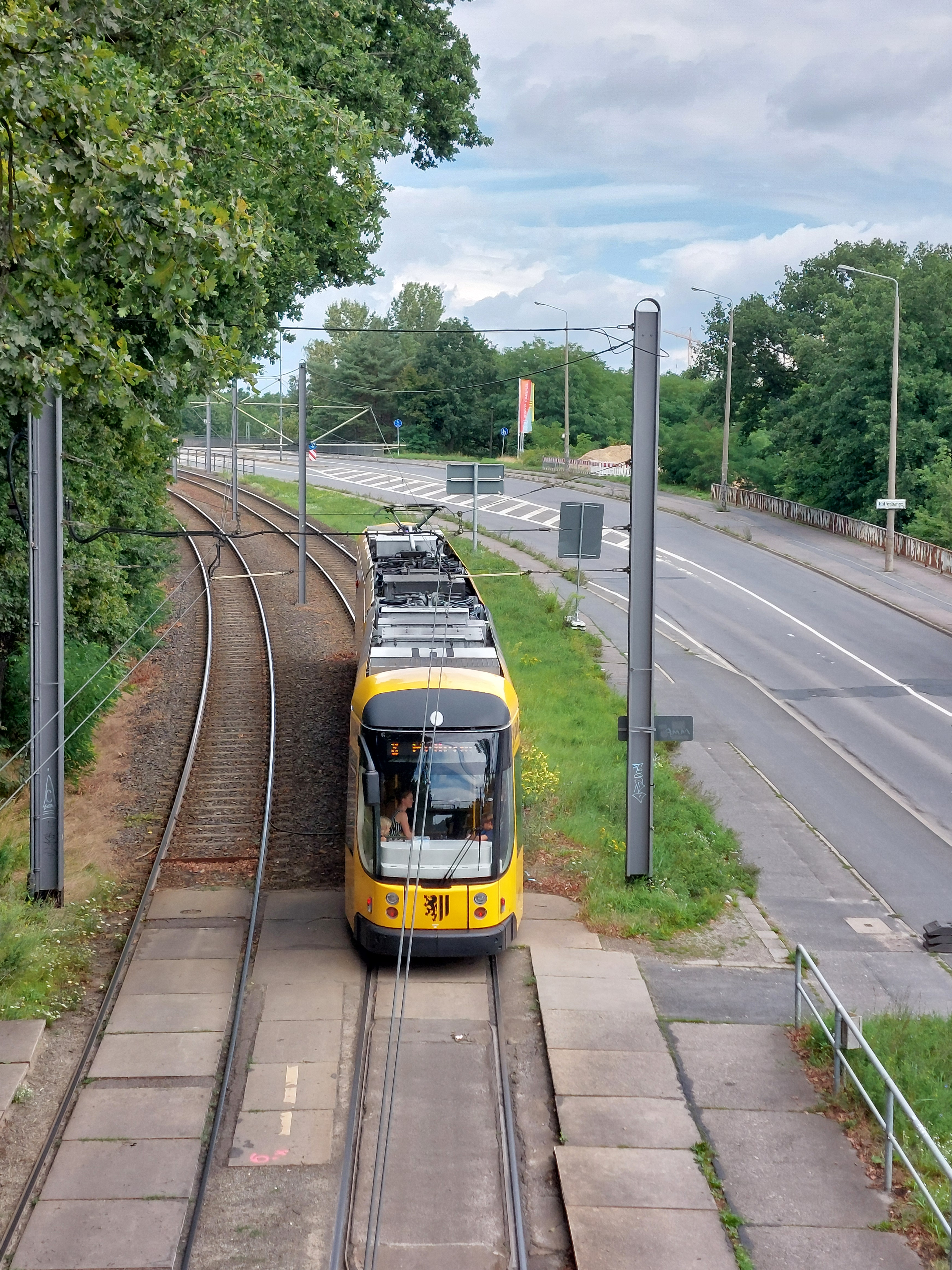
Haltestelle „Industriegelände“ und Brückenauffahrt über die Eisenbahn stadtauswärts, Nordteil der früheren Kuppelendstelle (das frühere rechte Gleis ist seit 1970 nicht mehr existent, das heutige das frühere Mittelgleis, in dem Bereich die Umsetzweichen Nord) (2025)

Im Folgejahr wurden Berufsverkehrslinien (intern als HVZ-Linien bezeichnet, von HVZ = Hauptverkehrszeit abgeleitet) mit 50er-Liniennummern eingeführt. So fuhr ab 1957/58 eine Linie 52 von Radebeul Ost über Bischofsweg zum Industriegelände und für ein Jahr die Linie 55 im Zuge der Linie 8 von Leutewitz bis Edwin-Hoernle-Straße (heute: Am Festspielhaus). Weiter gab es beispielsweise eine Linie 56 von Südvorstadt bis zur Kuppelendstelle Industriegelände, die wiederum mit diesem Laufweg später zu einer weiteren Stammlinie wurde, nämlich die Linie 6, die in dieser Form bis zur Linienreform 1969 Bestand hatte und anschließend noch ein Jahr als E-Linie verkehrte, um 1970 endgültig eingestellt zu werden. Es gab die Berufsverkehrslinie 57 auf der kompletten Linienführung von Wölfnitz bis Weixdorf im Zuge der Linie 7, wobei diese HVZ-Linie, die außer mit ihrem Linienverlauf keinen offiziellen Fahrplan besaß und vermutlich nur deshalb nicht in den der Stammlinie 7 eingearbeitet wurde, um Ausfälle von Umläufen (z. B. wegen Fahrer- und/oder Fahrzeugmangel, was damals häufig vorkam) einfacher kaschieren zu können. Als wesentlich – die komplette Linienbelegung ist weiter unten angeführt – wurde vom Industriegelände aus eine Linie 53 über den Platz der Einheit nach Laubegast, eingeführt: Dafür wurde eigens ein doppelgleisiger Bogen auf dem Platz der Einheit von bzw. nach der Bautzner in die bzw. von der Königsbrücker Straße eingelegt und damit die Gleisanlage zum Vollstern ausgebaut.
In Weixdorf wurde am 30. Dezember 1959 eine Gleisschleife angelegt.

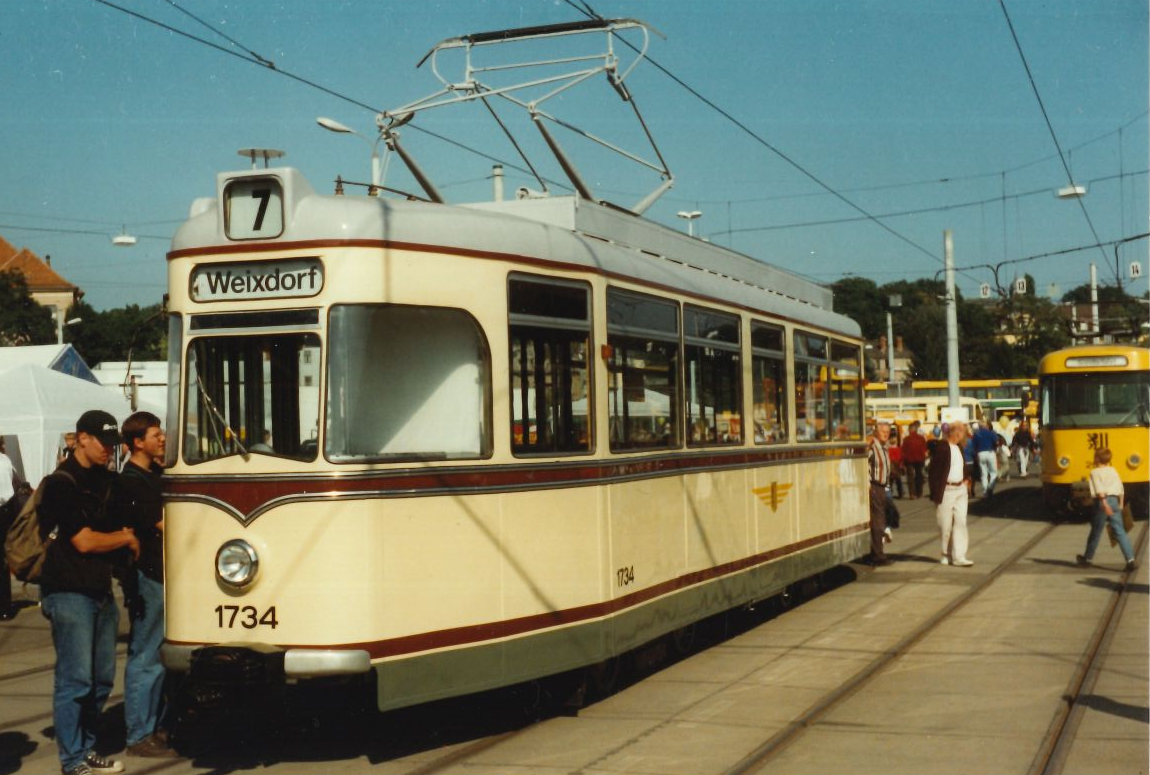
Vor dem Einsatz der Tatra-Züge wurden T4-62-Großraumwagen auf den Linien nach Weixdorf/Hellerau eingesetzt

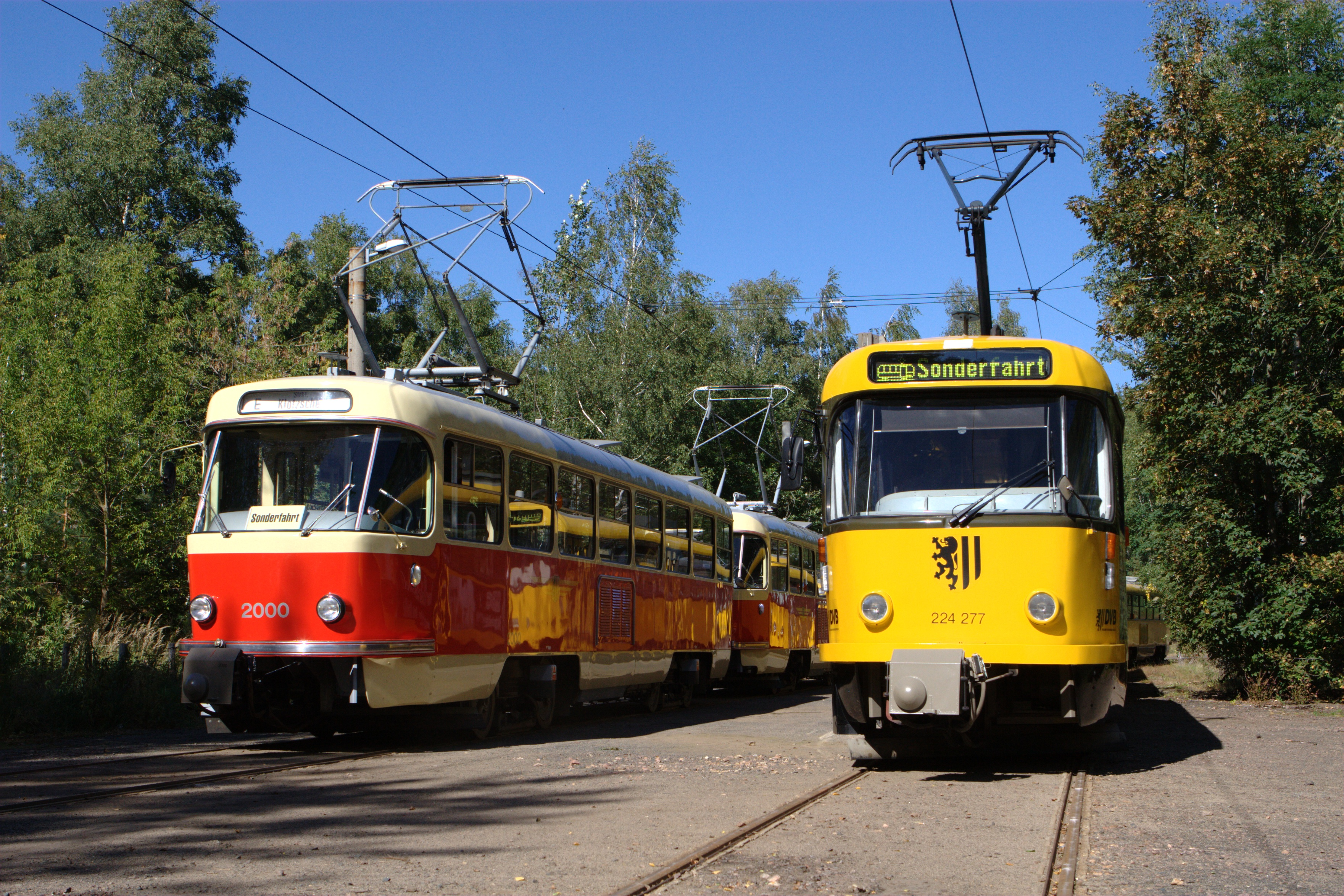
T4D im Lieferzustand (links) und modernisierter T4D (rechts) in der Gleisschleife Diebsteig (2007)

Um die betrieblich schwierige Situation an der Kuppelendstelle Industriegelände zu beenden, wurde nördlich der anschließenden Eisenbahnbrücke eine Gleisschleife am Diebsteig angelegt und 1965 in Betrieb genommen. Nach Außerbetriebnahme wurde die Gleislage verändert (das landwärtige durchgehende Gleis wurde über das ehemalige Mittelgleis geführt), damit war Platz für die Errichtung einer Fußgängerbrücke, durch die der ab 1970 betriebene Haltepunkt Industriegelände an der Bahnstrecke Görlitz–Dresden angebunden wurde.
Ab dem 24. Dezember 1964 erfolgten auf der Strecke Testfahrten mit den modernen Wagen der Baureihe Tatra T3 im Linienverkehr zwischen Neustädter Markt und Straßenbahnhof Klotzsche, die von der Straßenbahn Prag zur Erprobung geliehen waren. Ab dem 14. September 1967 verkehrten die für den Straßenbahnbetrieb in der DDR angepassten T4D im Linienverkehr zwischen Industriegelände und Südvorstadt. Ab Herbst 1968 erfolgte die Serienlieferung mit T4D und zugehörigen Beiwagen des Typs B4D.
Der Einsatz der tschechoslowakischen Großraumzüge war der Hauptgrund für die Linienreform vom 4. Mai 1969, bei der sämtliche 50er-Linien entfielen, nunmehr allerdings teilweise durch E-Linien als Berufsverkehrslinien ersetzt. Auf der Strecke fuhren von der Gleisschleife Diebsteig aus die Linien E (Industriegelände – Südvorstadt) und E7 (Industriegelände – Wölfnitz).
Ab dem 17. Februar 1969 verkehrten die ersten T4D als Doppeltraktion mit drei planmäßigen Umläufen täglich. Noch 1969 wurden die Linien 7 und 8 mit T4D bestückt. Die bis dahin verkehrenden Gothaer Großraumzüge wurden nach Berlin abgegeben. Die Hechtwagen kamen nach der Linienreform noch auf den Linien E 7 und 8 zum Einsatz, bis diese mit den Lieferungen bis 1970 vollständig mit T4D/B4D bestückt wurden. In Hellerau wurde vor deren Einsatz am 26. April 1968 eine Gleisschleife angelegt.
Am 21. Oktober 1983 war nach über zehnjähriger Planungszeit Baubeginn für das damals komplizierteste Brückenbauwerk in Dresden: Als Ersatz für die marode und überalterte Brücke über die Bahnstrecke Görlitz–Dresden, die noch aus der Zeit der Haide-Bahn stammte, wurden drei Stahlbetonbrücken errichtet. Sie erhielten 26, 25 und 23 Meter Spannweite und Schräglagen bis zu 28 Grad. Überbau A blieb der Straßenbahn vorbehalten, die Überbauten B und C erhielten zwei je siebeneinhalb Meter breite Richtungsfahrbahnen. Kompliziert war der Bau auch deshalb, weil er ohne Einschränkungen bei laufendem Bahnbetrieb ausgeführt werden musste. 1986 erfolgte die Eröffnung.

### Streckengeschichte ab 1990

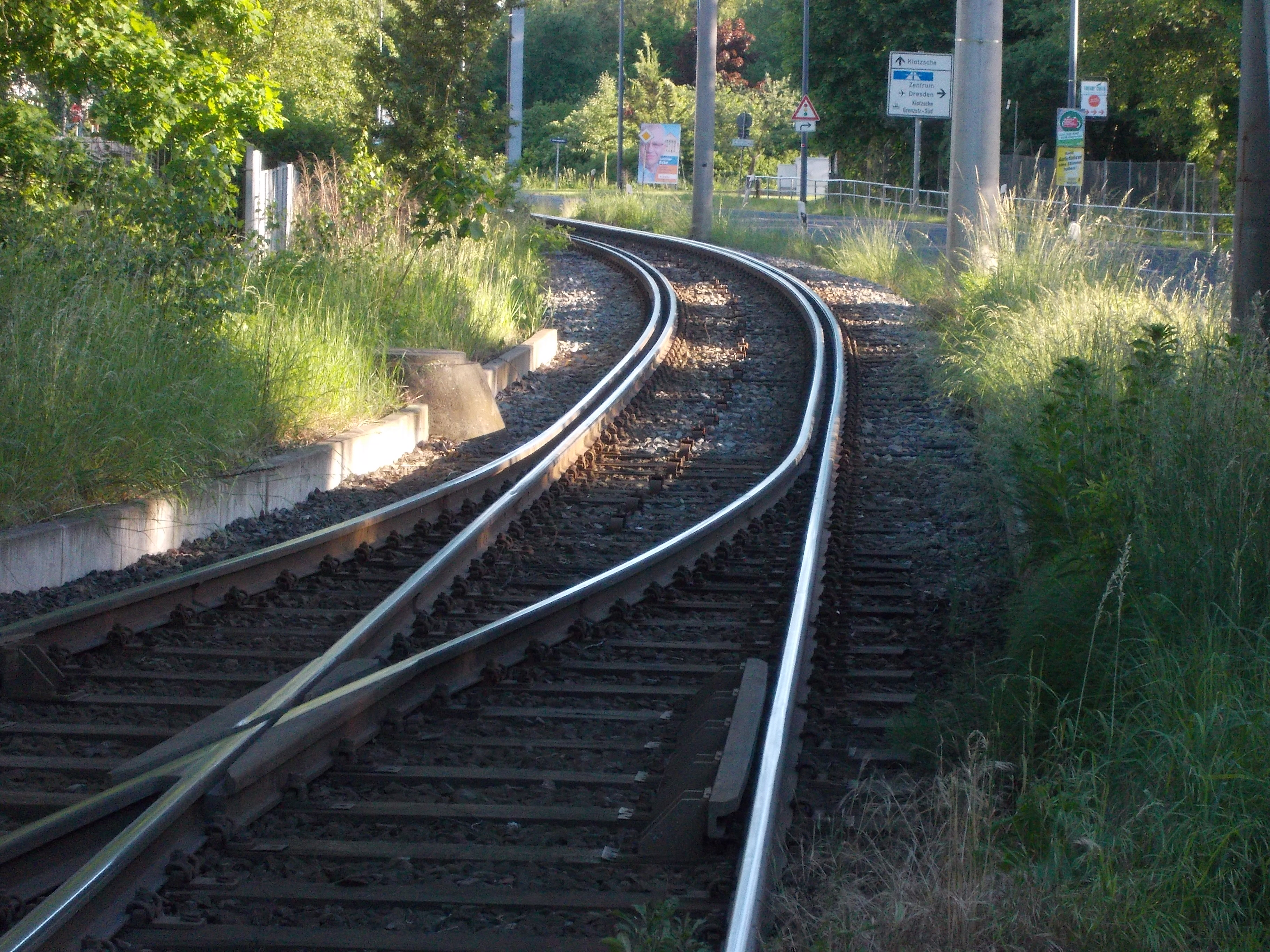
Gleisverschlingung an der Haltestelle Industriepark Klotzsche südwärts (2014)

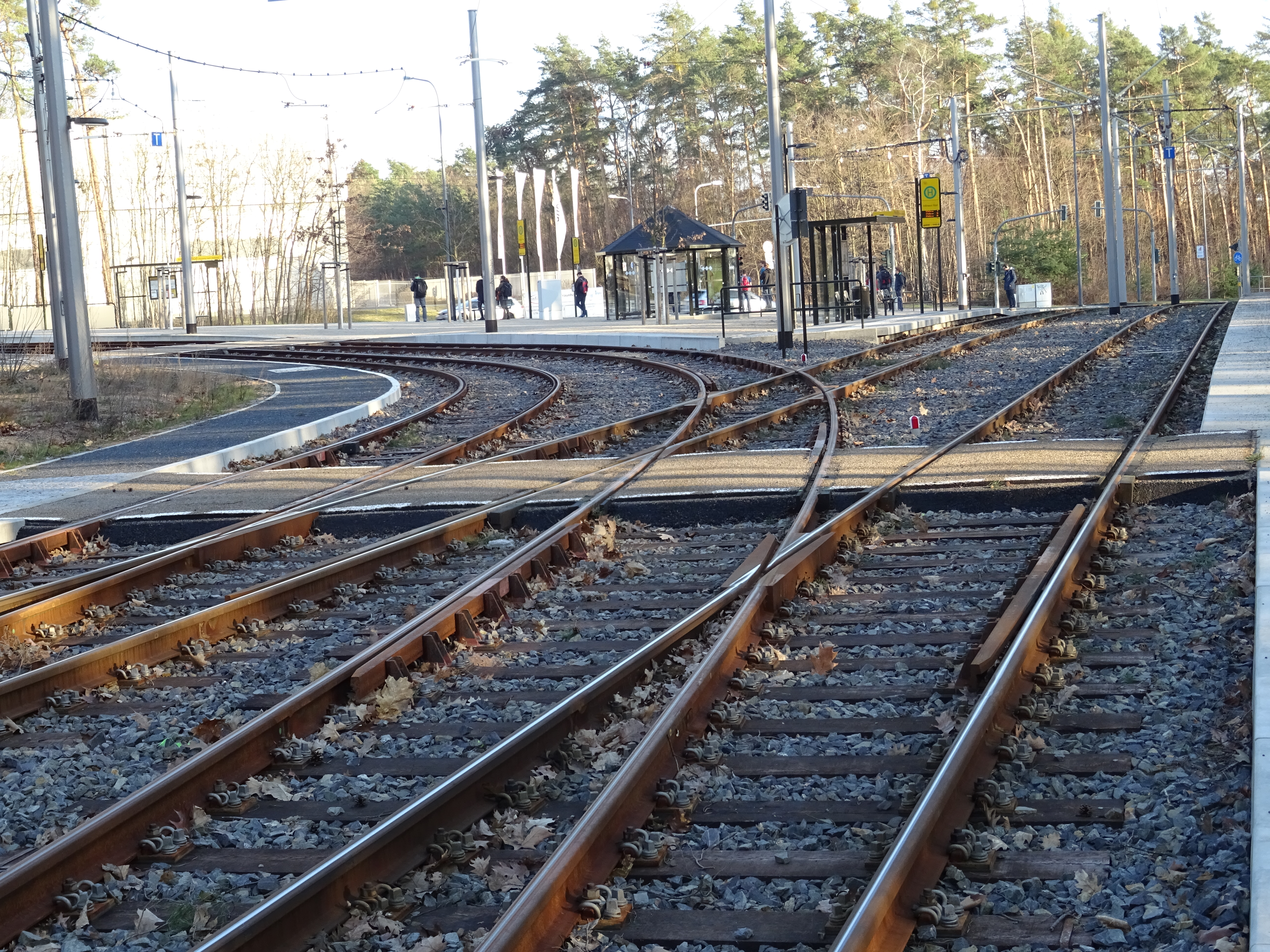
Abzweig nach Hellerau nach Umbau (2019)

Nach der Wende änderte sich am Bestand der Anlagen zunächst nichts. Gleichwohl reagierten die Verantwortlichen auf die wirtschaftlichen und sozialen Änderungen wie auch den rasant wachsenden Pkw-Bestand: Am 31. Mai 1992 wurde die erste Linienreform durchgeführt, bei der einige reguläre und alle E-Linien entfielen. Allerdings tauschten die Linien 7 und 8 ihre nördlichen Endpunkte. Nunmehr fuhr die Linie 7 nach Hellerau und die Linie 8 nach Weixdorf. Dieses löste erheblichen öffentlichen Ärger vor allem in Klotzsche aus, diese Änderung wurde mit der Linienreform vom 29. Oktober 1995 wieder rückgängig gemacht. Die Linie 8 erhielt allerdings in Coschütz einen neuen südlichen Endpunkt.
1994 wurde im Zusammenhang mit dem vorgesehenen Bau des Infineon-Werks und der Konzentration der Straßenbahnbetriebshöfe der Straßenbahnhof Klotzsche aufgelassen. Ebenfalls in den 1990er Jahren wurde die Zweigleisigkeit in Hellerau, 50 Jahre nach deren Abbau, schrittweise wiederhergestellt. Ausnahme bleibt auf sehr lange Sicht das eingleisige Streckenstück zwischen den Haltestellen „Abzweig nach Hellerau“ und „Am Hellerand“ (stadteinwärts), das durch die Dresdner Heide führt.
Mit dem Bau eines neuen Wohngebietes an der Arkonastraße in Klotzsche-Nord wurde die bestehende Ausweichstelle am Käthe-Kollwitz-Platz in ihrer Zweigleisigkeit um etwa 400 Meter nach Norden verlängert, das Verlassen der Straße auf den besonderen Bahnkörper stadtauswärts rechts Richtung Norden verschoben und die Haltestelle Arkonastraße, ebenfalls noch im nunmehrigen zweigleisigen Bereich liegend, neu eingerichtet. Die daran anschließende eingleisige Streckenführung bis zum Gewerbepark Nord wurde neu durch eine Gleisverschlingung ersetzt. In diesem Zusammenhang wurde auch das Gleisdreieck am Käthe-Kollwitz-Platz stillgelegt.
2004 wurde der ehemalige Straßenbahnhof Klotzsche abgebrochen und die Fläche renaturiert, lediglich fünf Sandsteinsäulen längs der Strecke sowie das Gleichrichterunterwerk erinnern noch an dessen Standort. In diesem Zusammenhang wurde die bis dahin bestehende Zweigleisigkeit auf dem Klotzscher Ast um etwa 150 Meter bis nördlich der Einmündung der Karl-Marx-Straße verlängert (und die Haltestelle Karl-Marx-Straße, ehemals „Schänkhübel“ dorthin verlegt), wobei für den Straßenverkehr nunmehr auch optisch dieser in die Karl-Marx-Straße geführt wird, um auf diese Weise die Ortsdurchfahrt von Klotzsche (-Königswald) von dem gen Norden fließenden Durchgangsverkehr zu entlasten.
Eine neue, im Uhrzeigersinn befahrene eingleisige Gleisschleife entstand am Abzweig nach Hellerau (nunmehr Infineon Süd, 23. Dezember 2017), dafür wurde die Gleisschleife am Diebsteig am 4. Februar 2018 stillgelegt und unmittelbar danach die Weichenverbindungen ausgebaut (sie ist inzwischen renaturiert worden, die ehemaligen Gleislagen sind nur noch an Geländehöhen erkennbar). Auch am Käthe-Kollwitz-Platz wurden 2018 die beiden Weichenverbindungen zum stillgelegten Gleisdreieck zur Selliner Straße hin ausgebaut.

## Linienbelegung

### Linienbelegung bis 1945
Die Vorortbahn war von ihrer Eröffnung am 21. Januar 1911 an Teil des Netzes der Dresdner „Städtischen Straßenbahn“, wie es nur wenige Monate vorher, 1909, überhaupt erst eingeführt wurde. Als Verlängerung der von einer vorherigen privaten Straßenbahn-Gesellschaft (der sog. „Gelben“) eingeführten Arsenal-Linie erhielt die Vorortbahn als Verlängerung deren öffentliche Liniennummer 7, die sie auf einem der beiden Streckenäste durchgängig bis heute besitzt. Mit der Eröffnung des Hellerauer Astes wenige Monate später hatte diese Linie im Norden zwei Endpunkte – nämlich Klotzsche und Hellerau – was für die Fahrgäste zunächst nur bedeutete, an der Haltestelle „Abzweig nach Hellerau“ in den jeweiligen Anschlusswagen auf dem anderen Ast ggf. umsteigen zu müssen.
Vom 20. Oktober 1931 bis zum 20. April 1932 wurde zusätzlich eine Linie S 7 betrieben (nicht identisch mit den S-Linien nach 1948), und zwar mit dem Fahrweg Hellerau, Post – Abzweig nach Hellerau – Klotzsche, Kurhaus. 1932 wurde die erste so bezeichnete „Zwischenlinie“, die eine um 100 erhöhte Nummerierung erhielt, auf einer Teilstrecke der Vorortbahn eingeführt: Die ab 1928 und zunächst nur bis „Arsenal“ verkehrende Linie 107 wurde auf der Strecke der Vorortbahn bis „Industriegelände“ verlängert. Diese Linie 107 verkehrte bis zur Zerstörung Dresdens am 13. Februar 1945, und wurde auf dieser Strecke danach nicht wieder in Betrieb genommen.
Am 1. Februar 1937 kam es schließlich zur „Komplettierung“ der beiden heute noch vorhandenen Liniennummern: Mit diesem Datum wurde die Liniennummer 7 dem Klotzscher Streckenast, dem Hellerauer Streckenast wiederum die inzwischen im Dresdner Netz freigewordene Liniennummer 8 zugewiesen, mithin wurde die Aufspaltung einer gleichen Liniennummer auf wechselnde Endpunkte bei ansonsten gleicher Linienführung aufgegeben. Diese beiden Liniennummern, 7 und 8, sind seitdem bis heute fester Bestandteil der Linienbelegung.

### Linienbelegung 1946 bis zur Linienreform 1969
Die um 100 erhöhten Liniennummern erhielten nach den Zerstörungen des Februar 1945 in Dresden eine völlig neue Bedeutung und kennzeichneten Streckenabschnitte, die nach der Zerstörung wieder auf einem Teil-Linienweg befahren wurden - was hier nicht zutraf: Die 107 verschwand zwar dauerhaft von dieser Strecke (es blieb bei "7" und "8"), um trotzdem mehrere Jahre die südlichen Endpunkte beider Linien und deren Änderungen dort zu begleiten.
Ab dem 16. März 1948 gab es „S-Linien“ in den Hauptverkehrszeiten („HVZ“) als „HVZ-Linie“: Ab dem 4. Mai 1948 wurde die Linie S 7, die allerdings verschiedene Endpunkte in der Stadt hatte (u. a. Wölfnitz, Postplatz, Neustädter Bahnhof) eingerichtet und zunächst bis , ab 15. Dezember 1948 bis „Klotzsche, Käthe-Kollwitz-Platz“ verkehrte. Vom 9. Mai 1951 war die Linie eingestellt, sie wurde am 22. April 1952 allerdings nur von der Stadtmitte aus bis „Industriegelände“ wieder in Betrieb genommen und schließlich am 1. Mai 1954 erneut eingestellt und durch die nunmehrigen 50er-„Berufsverkehrslinien“ ersetzt. Diese "S 7" hatte ihren Vorgönger in der Linie 9, die ihrerseitsKurzzeitig kam vom 1. Februar 1946 bis zum 12. März 1947 ergänzend zu den beiden Stammlinien 7 und 8 noch die Linie 9 von Dobritz kommend bis Klotzsche, Deutsche Eiche (Gleisdreieck) zum Einsatz.  
Als weitere „Stammlinie“ kam ab dem 16. Mai 1950 auf dem Abschnitt von „Dr.-Kurt-Fischer-Platz“ (ehemals „Arsenal“) die Linie 6 bis „Klotzsche, Käthe-Kollwitz-Platz“ zum Einsatz. Anders, als bei den beiden „Stammlinien“ 7 und 8 gab es bei der 6 immer wieder Änderungen des nördlichen Endpunktes. So wurde sie bereits ab dem 29. Januar 1951 in den Hauptverkehrszeiten bis „Weixdorf“ verlängert und ab dem 1. Mai 1954 bis „Industriegelände“ eingekürzt. Dabei blieb es bis 1. November 1967, ab diesem Tag fuhr die Linie 6 an Sonnabenden und Sonntagen noch weiter eingekürzt und damit die Strecke der Vorortbahn nicht mehr an. Mit der Linienreform vom 4. Mai 1969 erhielt die Linie eine gänzlich neue Linienführung in der Stadt. Ersatz war zunächst eine Linie E (ohne Nummerierung) auf dem bisherigen Laufweg, die allerdings im November 1970 endgültig eingestellt wurde.
Die Berufsverkehrslinien 50 bis 59 wurden erstmals 1954 angeboten. Sie verkehrten nur an Werktagen und zur Hauptverkehrszeit und wurden erst 1969 mit der ersten großen Linienreform nach 1945 abgeschafft: Als solche waren sie 15 Jahre lang überall in der Stadt präsent, gefahren wurden sie häufig nicht nach Fahrplan, sondern nach Bedarf und Verfügbarkeit von Fahrzeugen und Personal. Neben modernen Fahrzeugen, wie sie zum Beispiel auf der Linie 57 und demzufolge auf dieser Strecke zum Einsatz kamen, schickten aber andererseits andere Betriebshöfe um die Jahrhundertwende beschaffte „Uraltfahrzeuge“ mit Bogenfenstern auf die von ihnen gestellten Berufsverkehrslinien. Dadurch kam es zu einer ungewöhnlichen Vielfalt an Linienbelegungen und Fahrzeugzusammenstellungen, sogar eigenständige Weichenverbindungen wurden angelegt, um bestimmte Linienführungen zu ermöglichen.
Auf den Strecken nach Klotzsche und Hellerau sind zwischen 1954 und 1969 folgende HVZ-Linieneinsätze dokumentiert:„“
- Linie 52 (von „Radebeul Ost“ kommend bis „Industriegelände“): 16. September bis 11. November 1957, 10. Juni 1958 bis 3. Mai 1969
- Linie 55 (von „Leutewitz“ kommend bis „Hellerau, Edwin-Hoernle-Straße“): 1. Juni bis 13. August 1957
- Linie 56 (im Zuge der Stammlinie 6 von und nach „Industriegelände“): 1. Juni 1957 bis 10. Juni 1958
- Linie 57 (im Zuge der Stammlinie 7): Von und nach „Weixdorf“: 1. Juni 1957 bis 28. Juli 1961, 2. Oktober 1961 bis 1. Juli 1962; von und nach „Straßenbahnhof Klotzsche“: 1. November 1967 bis 3. Mai 1969; von und nach „Industriegelände“: 2. Juli 1962 bis 31. Oktober 1967.
- Linie 58 (wie Linie 55 im Jahr 1957 bis „Hellerau, Edwin-Hoernle-Straße“): 10. Juni 1958 bis 3. Mai 1959

Der Arbeitskräftebedarf, der inzwischen im Industriegelände bestand, führte somit dazu, dass sich der Abschnitt von „Dr.-Kurt-Fischer-Platz“ bis zur dreigleisigen Kuppelendstelle am „Industriegelände“ von Juni 1957 an mehrere Monate lang fünf durchgehende Linien (6, 7, 8, dazu die durchgehenden HVZ-Linien 55 und 57) und eine weitere am „Industriegelände“ durch Umsetzen wendende Berufsverkehrslinie (56) teilen mussten. Dies war die höchste je erreichte Linienbelegung einer (ehemaligen) Dresdner Vorortbahn.
Außerdem wurde noch eine Linie 38 betrieben, die 1982/83 während des Baus der Eisenbahnüberführung am Industriegelände für einige Monate mit Heck-an-Heck-gekuppelten T4D von der Gleisschleife am Bahnhof Neustadt kommend bis Paul-Schrader-Straße fuhr.

### Linienbelegung seit 1969
Am 4. Mai 1969 trat eine über mehrere Monate intensiv vorbereitete und diskutierte Linienreform in Kraft, die für die Vorortbahn allerdings den Bestand der „Stammlinien“ 7 und 8 bestätigte, aus der Berufsverkehrslinie 57 resultierte nunmehr die Linie E 7 (die mit Unterbrechungen als HVZ-Linie bis 1990 betrieben wurde), und aus der bisherigen Stammlinie der 6 wurde eine Linie E, die so nicht in das Schema der Linienreform passte und die im November 1970 endgültig eingestellt wurde. Nachfolgende Benennungen mit diesem Einsatzbuchstaben „allein“ haben mit dieser Einsatzlinie von 1969 und der „Vorortbahn“ nichts zu tun.
Auch über die verschiedenen Umbrüche hinweg verkehrten konstant die Linie 7 nach Weixdorf und die Linie 8 nach Hellerau. Erst ab dem 31. Mai 1992, der ersten Linienreform nach 1990, fuhr die Linie 7 nach Hellerau und die Linie 8 nach Weixdorf. Nach anschließenden Debatten und Widerstand bei den Fahrgästen machte die DVB dies rückgängig: Seit 29. Oktober 1995 werden die Endpunkte wieder durch die historisch gewachsenen Linien bedient.

## Fahrzeugeinsätze
Durch die von vornherein vorgegebene Einbindung in das Netz der „Städtischen Straßenbahn“ (später dann „Dresdner Straßenbahn AG“ und „Dresdner Verkehrsbetriebe“, lediglich die Eigentümerrechte an der Strecke verblieben bis 1941 beim sächsischen Staat bzw. später der dem sächsischen Staat gehörenden „DRÜVEG“) wurden für die Vorortbahn keine gesonderten Fahrzeuge beschafft. Verwendet wurden jeweils Fahrzeuge, die auch auf den anderen Linien des Dresdner Straßenbahnnetzes zum Einsatz kamen. Die Fahrzeuge der (beiden) Stammlinien wurden im Wesentlichen von den Straßenbahnhöfen Naußlitz und Klotzsche aus eingesetzt; Hechtwagen wurden auch vom Straßenbahnhof Waltherstraße aus mit gestellt. Die Wagen der HVZ-Linien wurden von den berührten Straßenbahnhöfen gestellt, dies wechselte auch unterjährig.
Der Straßenbahnhof Klotzsche, gestaltet vom Architekten Bruno Wagenbreth, ging 1916 in Betrieb. Anderen Quellen zufolge war dies bereits 1911 der Fall, möglicherweise als temporäre Unterstell-/Abstellmöglichkeit, ggf. sogar nur als Freifläche, zum nächtlichen Abstellen von Fahrzeugen.
Die beiden zentralen Betriebshöfe (nach 1945 gelegentlich auch als „Einsatzpunkte“ bezeichnet) waren der Straßenbahnhof Naußlitz und der Straßenbahnhof Klotzsche; nur in Ausnahmefällen war der Straßenbahnhof Waltherstraße Anfang der 1970er Jahre für Fahrzeugeinsätze verantwortlich.
Einzelne Fahrzeugeinsätze wichen dennoch vom Regelfall ab:
- Zwischen 1962 und 1968/69 kamen auf der die ehemalige Strecke der Vorortbahn bedienenden Linie 7 und der zugehörigen Berufsverkehrslinie 57 alle 19 der Dresden zugewiesenen Großraum-Gothawagen T4-62 mit ihren Beiwagen B4-62 zum Einsatz, nach Einführung der Tatra T4D wurden die Züge komplett bis 1970 nach Berlin abgegeben.
- Beginnend 24. Dezember 1964 (Tw 6401) testete, folgend ab 13. Januar 1965 (Tw 6402) und 27. Januar 1965 (Tw 6405), der „VEB (K) Verkehrsbetriebe der Stadt Dresden“ (VEB VBD) neben dem gesamten Netz vor allem zwischen Neustädter Markt und Klotzsche umfangreich die drei Probewagen des Typs Tatra T3 aus der Tschechoslowakei für ihren Einsatz in Dresden und der DDR. Die Strecke der Vorortbahn erwies sich als ideal durch ihre langen Strecken außerhalb des Straßenraumes, die Berg- und Talfahrten anhand des Streckenprofils und durch die Möglichkeit von Betriebstests unabhängig vom regulären Linienbetrieb. Unabhängig davon absolvierten die drei Triebwagen Einsätze im gesamten Netz des VEB VBD und bis zum Ende des Programms im Mai 1965 insgesamt 17.800 Kilometer Laufleistung, die streckenseitig vor allem aber hier ausgewertet bzw. verifiziert wurden.[34]
- Mit der Einführung der T4D – ein erster Musterwagen wurde im September 1967 an die Verkehrsbetriebe ausgeliefert und kam auf dieser Strecke zum Einsatz – wurden im Gegenzug insbesondere die Linien E7 (Wölfnitz – Industriegelände (betrieblich bis zur Gleisschleife am Diebsteig)) und 8 (Leutewitz – Hellerau) für wenige Jahre (bis 1970) Domänen der Hechtwagen.[35][36]
- Der erste fahrplanmäßige öffentliche Einsatz eines T4D (Triebwagen 2000, heute im Besitz des Straßenbahnmuseums Dresden) in der DDR erfolgte auf der Strecke der ehemaligen Vorortbahn am 17. Februar 1969 ab dem Straßenbahnhof Naußlitz.

## Tarif

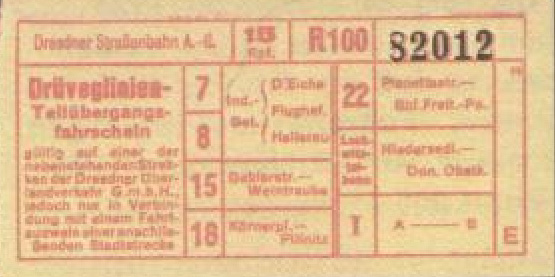
DRÜVEG-Ergänzungsfahrschein von 1932 im Wert von 15 Reichspfennig

Der Tarif aller Vorortstrecken in und um Dresden war bis in den Zweiten Weltkrieg hinein ein Teilstreckentarif, der mehrfach geändert und angepasst wurde. Auch als 1909 in der Stadt Dresden selbst der bis dahin bestehende Teilstreckentarif auf einen Teilzonentarif umgestellt wurde, verblieb es, auch bei der 1911 eröffneten Vorortbahn Arsenal–Klotzsche, wie bei allen anderen Außenstrecken, bei einem Teilstreckentarif. Durchgehende Fahrscheine wurden zwar ausgegeben, gleichwohl erwiesen sich die beiden Tarifsysteme als inkompatibel.
Zahlgrenzen grenzten dabei die „Außenstrecken“ gegenüber den „Stadtstrecken“ ab, wobei Zahl- und Stadtgrenze zu Dresden zwar häufig zusammenfielen, jedoch diese auch flexibel gehandhabt wurden: So wurde zwar 1911 die Zahlgrenze am Arsenal beim Übergang auf die Vorortbahn eingeführt, aber schon 1915 aus pragmatischen Gründen stadtauswärts nach der Haltestelle „Artilleriewerkstätten“ (nach 1918 bis heute „Industriegelände“ genannt) verlegt.
Während beider Weltkriege wurden auf den Außenstrecken und ihren Verlängerungen stark vereinfachte Tarife eingeführt, die über „Knips-“ bzw. „Lochkarten“ die Tarifvielfalt und auch deren Widersprüchlichkeiten beseitigten. Zwischen den Kriegen gab es einige ungewöhnliche Tarifänderungen, wie prozentuale Tarifsenkungen vor 1933, um Zuschüsse aus dem Reichshaushalt zu erhalten, oder faktische Tariferhöhungen durch „freiwillige“ zusätzliche Spendenmarken zugunsten des NS-Winterhilfswerkes nach 1933.
Mit den gesellschaftlichen Veränderungen nach 1945 wurde zielstrebig auf einen möglichst einfachen Tarif hingearbeitet, der nach dem damaligen Verständnis jegliche Fahrpreiserhöhung ausschloss. Dies führte schließlich am 1. Mai 1957 mit der Abschaffung aller Zahlgrenzen zu einem netzweiten Einheitstarif von 20 Pfennig pro Fahrt und Linie, ohne Zeitbegrenzung und ohne Umsteigemöglichkeit. Dieser existierte auf allen Außenstrecken bis 1990.
Nach 1990 blieben die Linien auf den Strecken der Vorortbahn im Verbund aller Linien der Dresdner Verkehrsbetriebe (DVB), die allerdings 1991 von einem Einheitstarif ohne Umsteigemöglichkeit auf einen Zeittarif mit Umsteigemöglichkeit innerhalb einer fest gewählten Zeitdauer umgestellt wurden. Im Rahmen der Einführung des Verbundtarifs durch den 1994 gegründeten Verkehrsverbund Oberelbe (VVO) war 1998 zunächst eine (neue) „Zahlgrenze“ an der Stadtgrenze von Dresden zu Weixdorf vorgesehen, ähnlich wie bei der Straßenbahnstrecke nach Radebeul und Weinböhla an den jeweiligen kommunalen Grenzen. Dies wurde aber durch die DVB abgelehnt (es hätte nur den Streckenabschnitt von Weixdorf, Fuchsberg bis Weixdorf mit drei Haltestellen betroffen) und durch die Eingemeindung von Weixdorf nach Dresden zum 1. Januar 1999 ohnehin obsolet.

## Planungen

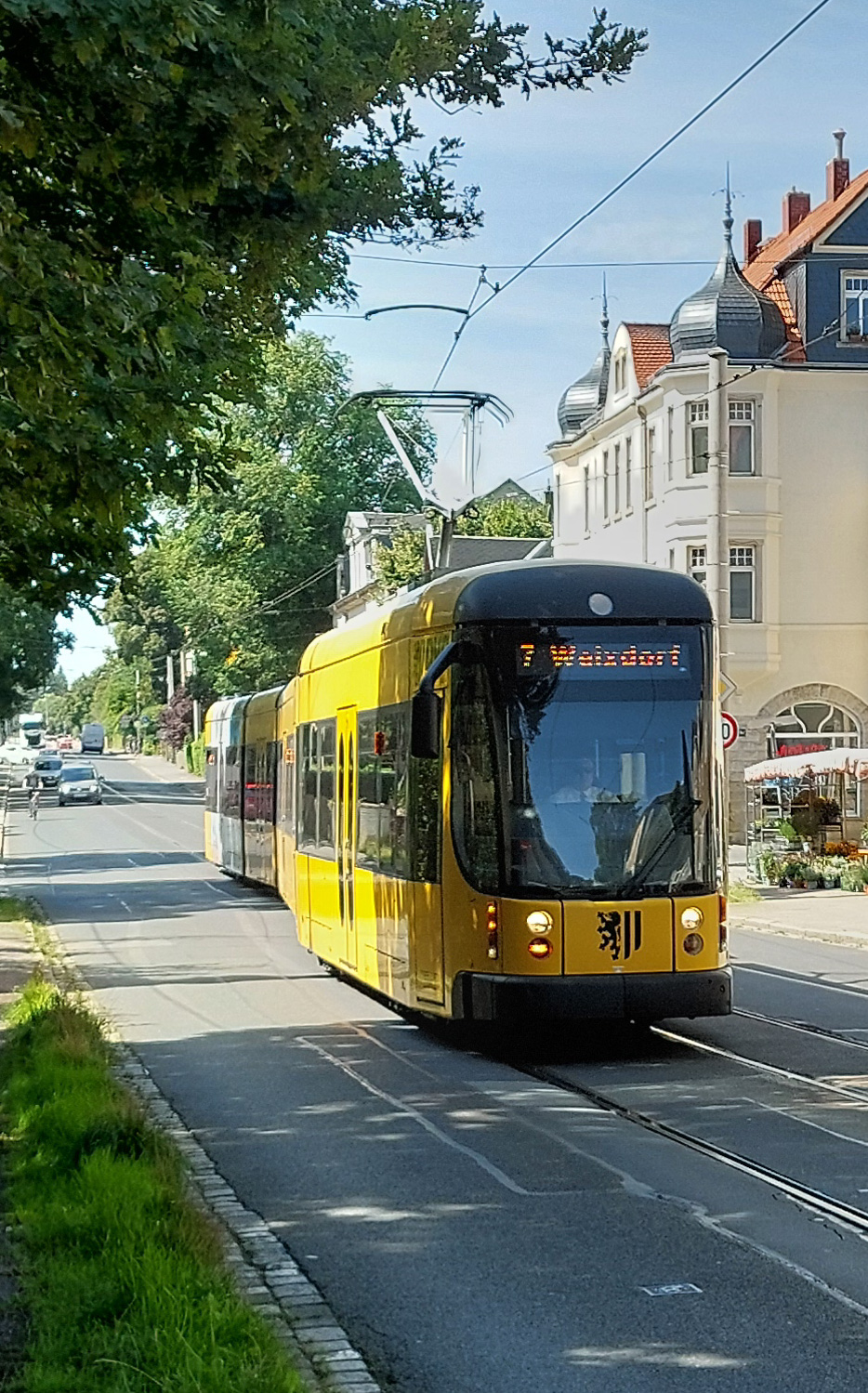
Ausweiche Klotzsche, „Zur neuen Brücke“ stadteinwärts gesehen mit einfahrendem Straßenbahnzug (2025): Die vorhandene Eingleisigkeit soll aufgegeben werden.

Seit der 1929 erfolgten letzten Verlängerung der Vorortbahn gab es verschiedene Ansätze und Planungen zur weiteren Verlängerung der beiden Strecken der Vorortbahn:
- Über Jahre hinweg wurde über die, bereits 1927 in der Konzession an die DRÜVEG erteilten Verlängerungsgenehmigung vom Endpunkt Weixdorf hinaus gen Norden diskutiert, wobei auch die Eisenbahnstrecke nach Königsbrück in den Fokus kam. Insbesondere in der Gemeinde Ottendorf-Okrilla gab es immer wieder Initiativen, die Anzahl der seit der Umspurung dieser Strecke von Schmal- auf Normalspur 1897 nie beseitigten zahlreichen schienengleichen Bahnübergänge zu reduzieren. Eine der Möglichkeiten wäre gewesen, die wesentlich einfacheren Bestimmungen der BOStrab zu nutzen. Dem standen erhebliche Probleme gegenüber: So sind die Dresdner Stadtspur mit 1450 mm und die Normalspur der Eisenbahn mit 1435 mm trotz des geringen Unterschieds inkompatibel, es bedürfte Umspuranlagen. Alternativ käme für den eventuell gemeinsam von Regional- und Straßenbahnen nutzbaren Streckenabschnitt ein leicht asymmetrisch und ähnlich einer Gleisverschlingung angeordnetes Vier-Schienen-Gleis in Frage. Ein Betriebskonzept mit Fahrzeugen, die sowohl nach BOStrab, als auch nach Eisenbahn-Bau- und Betriebsordnung (EBO) zugelassen sind, erscheint auf Grund der Verkehrsverhältnisse als wirtschaftlich problematisch. Auch ein Betriebskonzept, wie der bisherige Fahrzeitvorteil, den Eisenbahnnutzer aus Weixdorf und aus den nördlich davon gelegenen Gemeinden bei Fahrten nach Dresden per Eisenbahn genießen, durch eine Straßenbahnverbindung auf der bestehenden Strecke mit ihren zahlreichen Haltestellen kompensiert werden könnte, blieb ebenfalls offen. 2018 scheiterten auf Grund technisch unlösbarer Probleme diese Pläne endgültig.[37]
- Für den Ast nach Weixdorf stellten die Stadt und die Dresdner Verkehrsbetriebe im Jahr 2018 Planungen vor, die letzten im Straßenraum verbliebenen eingleisigen Streckenabschnitte zwischen Karl-Marx-Straße und Käthe-Kollwitz-Platz zu beseitigen. Während seitens der DVB diese Planungen im vorhandenen Straßenraum analog des Ausbaus der Leubener Straße in Laubegast und Leuben erfolgen könnten, würde die Schaffung von Parkplätzen sowie die Errichtung eines 2,50 Meter breiten Radweges einen Eingriff in die straßenbegleitenden Grundstücke erfordern. Die Planungszeit bis zum Baubeginn wurde damals auf fünf Jahre beziffert,[38] diese sind inzwischen ohne nennenswerten Fortschritt verstrichen. In diesem Zusammenhang sollten auch die Gleise des ehemaligen Gleisdreiecks am Käthe-Kollwitz-Platz und in der Selliner Straße ausgebaut werden, sie wurden zu diesem Zeitpunkt endgültig stillgelegt, auch dieser Abbau verzögerte sich. Diese Planungen waren mit Stand 2025 zwar weiterhin aktuell, eine bauliche Umsetzung ist bislang jedoch nicht terminiert.
Wenngleich dazu – 2025 – kaum neuere Informationen bekannt sind, wird dieses Konzept plannerisch weiter verfolgt, jedoch auf Grund der wirtschaftlichen Rahmenbedingungen nicht aktiv gefördert.
- Für den Ast der Vorortbahn nach Hellerau wurde bereits im 1994 verabschiedeten Verkehrskonzept der Stadt Dresden bzw. dessen zuvor diskutierten Entwürfen eine Verlängerung vom Endpunkt Hellerau ausgehend in nördlicher Richtung in das Gewerbegebiet Rähnitz/Hellerau bzw. in nördlich-westlicher Richtung Wilschdorf ausgewiesen. Auch wenn seitdem lediglich verschiedene Variantenuntersuchungen erfolgten, sind trotzdem Trassenfreihaltungen vorgenommen worden, die auch eine Verlängerung in Zukunft, sofern der entsprechende Bedarf sich abzeichnen würde, ermöglichen könnten: Die nördliche Verlängerung wird seit Ende 2023 durch die Ansiedlungsabsicht des taiwanesischen Halbleiterherstellers TSMC wieder vertiefend diskutiert und untersucht: Die Stadt Dresden hat hierfür 2024 mit der Vorplanung begonnen.[39]